# 시티오브윈체스터

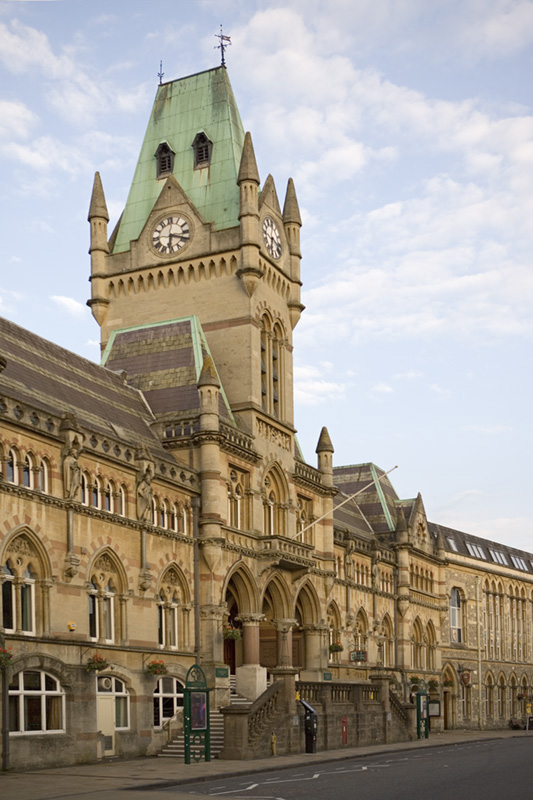
시티오브윈체스터

시티오브윈체스터의 위치

시티오브윈체스터(영어: City of Winchester)는 잉글랜드 햄프셔주의 도시로 중심 도시는 윈체스터이며 면적은 660.97km2, 인구는 116,800명(2011년 기준), 인구 밀도는 180명/km2이다.